# Нова Волинь
Нова Воли́нь (рос. Новая Волынь) — селище у складі Бугурусланського району Оренбурзької області, Росія.

## Населення
Населення — 1 особа (2010; 8 у 2002).
Національний склад (станом на 2002 рік):
- росіяни — 100 %